# يوجينيا دي مونتيخو (محطة مترو أنفاق مدريد)
يوجينيا دي مونتيخو (بالإسبانية: Eugenia de Montijo)‏ هي محطة مترو أنفاق في مدريد في إسبانيا، تقع على الخط رقم 5.